# Gymnoscelis perpusilla
Gymnoscelis perpusilla är en fjärilsart som beskrevs av Turner 1942. Gymnoscelis perpusilla ingår i släktet Gymnoscelis och familjen mätare. Inga underarter finns listade i Catalogue of Life.